# Grand Prix Formule 1 van Argentinië 1981
De Grand Prix Formule 1 van Argentinië 1981 werd gehouden op 12 april 1981 in Buenos Aires.

## Uitslag
| Positie | Nr | Rijder                | Team           | Ronden | Tijd/Opgave         | Startplaats | Punten |
| ------- | -- | --------------------- | -------------- | ------ | ------------------- | ----------- | ------ |
| 1       | 5  | Nelson Piquet         | Brabham-Ford   | 53     | 1:34:32.74          | 1           | 9      |
| 2       | 2  | Carlos Reutemann      | Williams-Ford  | 53     | + 26.61             | 4           | 6      |
| 3       | 15 | Alain Prost           | Renault        | 53     | + 49.98             | 2           | 4      |
| 4       | 1  | Alan Jones            | Williams-Ford  | 53     | + 1:07.88           | 3           | 3      |
| 5       | 16 | René Arnoux           | Renault        | 53     | + 1:31.85           | 5           | 2      |
| 6       | 11 | Elio de Angelis       | Lotus-Ford     | 52     | + 1 Ronde           | 10          | 1      |
| 7       | 29 | Riccardo Patrese      | Arrows-Ford    | 52     | + 1 Ronde           | 9           |        |
| 8       | 22 | Mario Andretti        | Alfa Romeo     | 52     | + 1 Ronde           | 17          |        |
| 9       | 30 | Siegfried Stohr       | Arrows-Ford    | 52     | + 1 Ronde           | 19          |        |
| 10      | 23 | Bruno Giacomelli      | Alfa Romeo     | 51     | Geen benzine        | 22          |        |
| 11      | 8  | Andrea de Cesaris     | McLaren-Ford   | 51     | + 2 Rondes          | 18          |        |
| 12      | 9  | Jan Lammers           | ATS-Ford       | 51     | + 2 Rondes          | 23          |        |
| 13      | 4  | Ricardo Zunino        | Tyrrell-Ford   | 51     | + 2 Rondes          | 24          |        |
| NF      | 27 | Gilles Villeneuve     | Ferrari        | 40     | Transmissie         | 7           |        |
| NF      | 33 | Patrick Tambay        | Theodore-Ford  | 36     | Olielek             | 14          |        |
| NF      | 7  | John Watson           | McLaren-Ford   | 36     | Transmissie         | 11          |        |
| NF      | 6  | Héctor Rebaque        | Brabham-Ford   | 32     | Elektrisch probleem | 6           |        |
| NF      | 21 | Chico Serra           | Fittpaldi-Ford | 28     | Versnellingsbak     | 20          |        |
| NF      | 26 | Jacques Laffite       | Ligier-Matra   | 19     | Handling            | 21          |        |
| NF      | 14 | Marc Surer            | Ensign-Ford    | 14     | Motor               | 16          |        |
| NF      | 20 | Keke Rosberg          | Fittpaldi-Ford | 4      | Benzinesysteem      | 8           |        |
| NF      | 12 | Nigel Mansell         | Lotus-Ford     | 3      | Motor               | 15          |        |
| NF      | 28 | Didier Pironi         | Ferrari        | 3      | Motor               | 12          |        |
| NF      | 3  | Eddie Cheever         | Tyrrell-Ford   | 1      | Koppeling           | 13          |        |
| NQ      | 31 | Miguel Angel Guerra   | Osella-Ford    |        |                     |             |        |
| NQ      | 32 | Beppe Gabbiani        | Osella-Ford    |        |                     |             |        |
| NQ      | 17 | Derek Daly            | March-Ford     |        |                     |             |        |
| NQ      | 25 | Jean-Pierre Jabouille | Ligier-Matra   |        |                     |             |        |
| NQ      | 18 | Eliseo Salazar        | March-Ford     |        |                     |             |        |

## Statistieken
| Pole-position | Nelson Piquet | Brabham-Ford | 1:42.665 |
| Snelste ronde | Nelson Piquet | Brabham-Ford | 1:45.287 |

## Noot
- Dit was de eerste podiumplaats voor Alain Prost.

1953 · 1954 · 1955 · 1956 · 1957 · 1958 · 1960 · 1971 · 1972 · 1973 · 1974 · 1975 · 1977 · 1978 · 1979 · 1980 · 1981 · 1995 · 1996 · 1997 · 1998